# Blakea grisebachii
Blakea grisebachii är en tvåhjärtbladig växtart som beskrevs av Célestin Alfred Cogniaux. Blakea grisebachii ingår i släktet Blakea och familjen Melastomataceae. Inga underarter finns listade i Catalogue of Life.